# Echte ratelslangen
Echte ratelslangen (Crotalus) zijn een geslacht van slangen behorend tot de familie adders en de onderfamilie groefkopadders (Crotalinae). Alle soorten zijn zonder uitzondering zeer giftig.

## Naam en indeling
De wetenschappelijke naam van de groep werd voor het eerst voorgesteld door Carl Linnaeus in 1758. Er zijn 53 verschillende soorten, het soortenaantal is met de jaren gegroeid. Dit komt onder andere omdat er nieuwe soorten zijn beschreven, zoals Crotalus ehecatl en Crotalus mictlantecuhtli die pas sinds 2020 bekend zijn. Een aantal soorten werd vroeger beschouwd als ondersoort van een reeds bekende ratelslang. De soorten Crotalus concolor en Crotalus helleri bijvoorbeeld werden lange tijd beschouwd als ondersoorten van Crotalus oreganus, Crotalus morulus als een ondersoort van Crotalus lepidus en Crotalus lorenzoensis als een ondersoort van Crotalus ruber.

## Uiterlijke kenmerken
Grotere soorten zoals de diamantratelslang en de Texaanse ratelslang kunnen een maximale lengte van twee meter bereiken. Echte ratelslangen staan bekend om de tot ratel omgevormde staartpunt. De ratel aan het uiteinde van de staart is opgebouwd uit verhoornde huidresten die uit schijfjes bestaan. Door te vervellen krijgt de ratel er steeds een schijfje bij. De ratel van een jonge ratelslang is nog klein en telt slechts een schijfje, hiermee kan de jonge slang niet ratelen; het geluid ontstaat doordat de schijfjes tegen elkaar tikken bij het schudden van de staartpunt. Als de ratel nat wordt kan de ratelslang er niet mee ratelen.

## Dreiggedrag
De ratel aan het uiteinde van de staart geeft een karakteristiek ratelend geluid, dat dieren en mensen alarmeert dat er een ratelslang in de buurt is. Als men te dicht in de buurt komt zal de slang vaak eerst de bek opensperren en/of sissen om een confrontatie te vermijden. De beet van een ratelslang is potentieel dodelijk voor mensen.

## Verspreiding en habitat
De soorten uit het geslacht Crotalus komen vrijwel uitsluitend voor in Noord-Amerika, voornamelijk in de Verenigde Staten en Mexico. Slechts enkele soorten komen zuidelijker voor in Midden- en Zuid-Amerika. De habitat bestaat uit rotsige omgevingen, tropische en subtropische bossen, gematigde scrublands, gematigde bossen, woestijnen en graslanden.

## Beschermingsstatus
Door de internationale natuurbeschermingsorganisatie IUCN is aan 36 soorten een beschermingsstatus toegewezen. Aan 31 wordt de status 'veilig' (Least Concern of LC) toegewezen, twee soorten staan bekend als 'onzeker' (Data Deficient of DD), een soort als 'kwetsbaar' (Vulnerable of VU) en een soort als 'bedreigd' (Endangered of EN). De Santa-Catalinaratelslang (Crotalus catalinensis) ten slotte staat te boek als 'ernstig bedreigd' (Critically Endangered of CR).

## Soorten
Het geslacht omvat de volgende soorten, met de auteur en het verspreidingsgebied.
| Naam                                              | Auteur                                                                                                 | Verspreidingsgebied |
| ------------------------------------------------- | --- | --- |
| Diamantratelslang (Crotalus adamanteus)           | Palisot de Beauvois, 1799                                                                              | Verenigde Staten (North Carolina, South Carolina, Mississippi, Alabama, Georgia, Florida, Louisiana) |
| Crotalus angelensis                               | Klauber, 1963                                                                                          | Mexico (Baja California: Isla Ángel de la Guarda) |
| Crotalus aquilus                                  | Klauber, 1952                                                                                          | Mexico (Veracruz, San Luis Potosí, Hidalgo, Querétaro, Guanajuato, Jalisco, Michoacán, Aguascalientes, Zacatecas) |
| Crotalus armstrongi                               | Campbell, 1979                                                                                         | Mexico (Jalisco, Nayarit) |
| Texaanse ratelslang (Crotalus atrox)              | Baird & Girard, 1853                                                                                   | Verenigde Staten (Californië, Nevada, Arizona, New Mexico, Texas, Oklahoma, Arkansas), Mexico (Querétaro, Sonora, Tamaulipas, Nuevo León, Chihuahua, Coahuila de Zaragoza, Durango, Oaxaca, Zacatecas, San Luis Potosí, Veracruz, Hidalgo, Jalisco, Aguascalientes, Sinaloa) |
| Crotalus basiliscus                               | Cope, 1864                                                                                             | Mexico (Sinaloa, Nayarit, Jalisco, Colima, Michoacán de Ocampo, Sonora, Zacatecas, Aguascalientes) |
| Crotalus campbelli                                | Bryson, Linkem, Dorcas, Lathrop, Jones, Alvarado-Díaz, Grünwald & Murphy, 2014                         | Mexico (Jalisco, Colima, Nayarit) |
| Santa-Catalinaratelslang (Crotalus catalinensis)  | Cliff, 1954                                                                                            | Mexico (Baja California; Santa Catalina Island) |
| Hoornratelslang (Crotalus cerastes)               | Hallowell, 1854                                                                                        | Verenigde Staten (Californië, Nevada, Arizona, Utah), Mexico (Baja California, Sonora) |
| Crotalus cerberus                                 | Coues, 1875                                                                                            | Verenigde Staten (Arizona, New Mexico) |
| Crotalus concolor                                 | Woodbury, 1929                                                                                         | Verenigde Staten (Utah) |
| Crotalus culminatus                               | Klauber, 1952                                                                                          | Mexico (Michoacán de Ocampo, Oaxaca, Morelos, Mexico, Puebla, Guerrero) |
| Zuid - Amerikaanse ratelslang (Crotalus durissus) | Linnaeus, 1758                                                                                         | Brazilië, Venezuela, Colombia, Guyana, Suriname, Frans-Guyana, Argentinië, Paraguay, Bolivia, Uruguay, Aruba |
| Crotalus ehecatl                                  | Crotalus Ehecatl Carbajal-Márquez, Cedeño-Vázquez, Martínez-Arce, Neri-castro & Machkour-M’rabet, 2020 | Mexico (Chiapas, Oaxaca) |
| Crotalus enyo                                     | Cope, 1861                                                                                             | Mexico (Baja California) |
| Crotalus ericsmithi                               | Campbell & Flores-Villela, 2008                                                                        | Mexico (Guerrero) |
| Crotalus estebanensis                             | Klauber, 1949                                                                                          | Mexico (Sonora) |
| Crotalus helleri                                  | Meek, 1905                                                                                             | Verenigde Staten (Californië), Mexico (Baja California) |
| Ratelslang (Crotalus horridus)                    | Linnaeus, 1758                                                                                         | Canada (Ontario), Verenigde Staten (Texas, Oklahoma, Kansas, Nebraska, Minnesota, Iowa, Tennessee, Missouri, Arkansas, Louisiana, Mississippi, Alabama, Georgia, Florida, South Carolina, North Carolina, Virginia, West Virginia, Kentucky, Indiana, Illinois, Wisconsin, Ohio, Tennessee, Maryland, Pennsylvania, New Jersey, New York, Rhode Island, Connecticut, Massachusetts, New Hampshire, Vermont) |
| Crotalus intermedius                              | Troschel, 1865                                                                                         | Mexico (Hidalgo, Puebla, Tlaxcala, Veracruz, Oaxaca, Guerrero) |
| Crotalus lannomi                                  | Tanner, 1966                                                                                           | Mexico (Jalisco, Colima) |
| Crotalus lepidus                                  | Kennicott, 1861                                                                                        | Verenigde Staten (Arizona, New Mexico, Texas), Mexico (Chihuahua, San Luis Potosí, Durango, Sinaloa, Nayarit, Jalisco, Nuevo León, Aguascalientes, Tamaulipas, Sonora, Coahuila de Zaragoza, Zacatecas) |
| Crotalus lorenzoensis                             | Radcliffe & Maslin, 1975                                                                               | Mexico (Baja California) |
| Crotalus lutosus                                  | Klauber, 1930                                                                                          | Verenigde Staten (Idaho, Utah, Arizona, Nevada, Californië, Oregon, Idaho) |
| Crotalus mictlantecuhtli                          | Carbajal-Márquez, Cedeño-Vázquez, Martínez-Arce, Neri-Castro & Machkour-M’rabet, 2020                  | Mexico (Veracruz) |
| Crotalus mitchellii                               | Cope, 1861                                                                                             | Mexico (Baja California) |
| Crotalus molossus                                 | Baird & Girard, 1853                                                                                   | Verenigde Staten (Arizona, New Mexico, Texas), Mexico (Hidalgo, Aguascalientes, Querétaro, Tamaulipas, San Luis Potosí, Morelos, Jalisco, Guanajuato, Nuevo León, Puebla, Sinaloa, Nayarit) |
| Crotalus morulus                                  | Klauber, 1952                                                                                          | Mexico (Tamaulipas) |
| Crotalus oreganus                                 | Holbrook, 1840                                                                                         | Verenigde Staten (Washington, Californië, Colorado, Montana, mogelijk in Oregon), Canada (Brits-Columbia) |
| Crotalus ornatus                                  | Hallowell, 1854                                                                                        | Verenigde Staten (Texas, New Mexico), Mexico (Chihuahua, Nuevo León) |
| Crotalus polisi                                   | Meik, Schaack, Flores-villela & Streicher, 2018                                                        | Mexico (Baja California: Cabeza de Caballo Island) |
| Crotalus polystictus                              | Cope, 1865                                                                                             | Mexico (Zacatecas, Colima, Veracruz, Aguascalientes, Morelos, Jalisco) |
| Crotalus pricei                                   | Van Denburgh, 1895                                                                                     | Verenigde Staten (Arizona), Mexico (Sonora, Chihuahua, Durango, Coahuila de Zaragoza, Nuevo León, Tamaulipas, San Luis Potosí, Aguascalientes, Jalisco, Nayarit, Zacatecas) |
| Crotalus pusillus                                 | Klauber, 1952                                                                                          | Mexico (Michoacán de Ocampo, Jalisco) |
| Crotalus pyrrhus                                  | Cope, 1867                                                                                             | Verenigde Staten (Californië, Nevada, Arizona, Utah), Mexico (Sonora, Baja California) |
| Crotalus ravus                                    | Cope, 1865                                                                                             | Mexico (Puebla, Veracruz, Morelos, Tlaxcala, Guerrero, Oaxaca, Hidalgo) |
| Crotalus ruber                                    | Cope, 1892                                                                                             | Mexico (Baja California), Verenigde Staten (Californië) |
| Crotalus scutulatus                               | Kennicott, 1861                                                                                        | Verenigde Staten (Californië, Nevada, Arizona, New Mexico, Texas, Utah), Mexico (Sonora, Chihuahua, Coahuila de Zaragoza, Durango, Zacatecas, San Luis Potosí, Nuevo León, Tamaulipas, Puebla, Aguascalientes, Querétaro, Jalisco) |
| Crotalus simus                                    | Latreille, 1801                                                                                        | Mexico (Chiapas, Oaxaca, Veracruz, Tabasco, Campeche), Guatemala, Honduras, El Salvador, Costa Rica, Nicaragua |
| Crotalus stejnegeri                               | Dunn, 1919                                                                                             | Mexico (Durango, Sinaloa) |
| Crotalus stephensi                                | Klauber, 1930                                                                                          | Verenigde Staten (Nevada, Californië) |
| Crotalus tancitarensis                            | Alvarado-Díaz & Campbell, 2004                                                                         | Mexico (Michoacán) |
| Crotalus thalassoporus                            | Meik, Schaack, Flores-villela & Streicher, 2018                                                        | Mexico (Baja California: Isla Piojo) |
| Tijgerratelslang (Crotalus tigris)                | Kennicott, 1859                                                                                        | Verenigde Staten, (Arizona), Mexico (Sonora) |
| Crotalus tlaloci                                  | Bryson, Linkem, Dorcas, Lathrop, Jones, Alvarado-Díaz, Grünwald & Murphy, 2014                         | Mexico (Guerrero, Mexico, Michoacán, Morelos, mogelijk in Puebla) |
| Crotalus totonacus                                | Gloyd & Kauffeld, 1940                                                                                 | Mexico (Tamaulipas, San Luis Potosí, Veracruz, Querétaro, Hidalgo, Nuevo León) |
| Crotalus transversus                              | Taylor, 1944                                                                                           | Mexico (Morelos) |
| Crotalus triseriatus                              | Wagler, 1830                                                                                           | Mexico (Veracruz, Michoacán de Ocampo, Morelos, Hidalgo, Puebla) |
| Crotalus tzabcan                                  | Klauber, 1952                                                                                          | Mexico (Quintana Roo, Yucatán, Campeche), Guatemala, Belize |
| Aruba-ratelslang (Crotalus unicolor)              | Lidth de Jeude, 1887                                                                                   | Aruba |
| Crotalus vegrandis                                | Klauber, 1941                                                                                          | Venezuela |
| Prairieratelslang (Crotalus viridis)              | Rafinesque, 1818                                                                                       | Canada (Alberta, Saskatchewan), Verenigde Staten (Washington, Californië, Oregon, Montana, South Dakota, Nebraska, New Mexico, Texas, Colorado), Mexico (Baja California, Chihuahua, Coahuila de Zaragoza) |
| Crotalus willardi                                 | Meek, 1905                                                                                             | Verenigde Staten (Arizona, New Mexico), Mexico (Sonora, Chihuahua, Durango) |